# ダニエル・コーン＝ベンディット

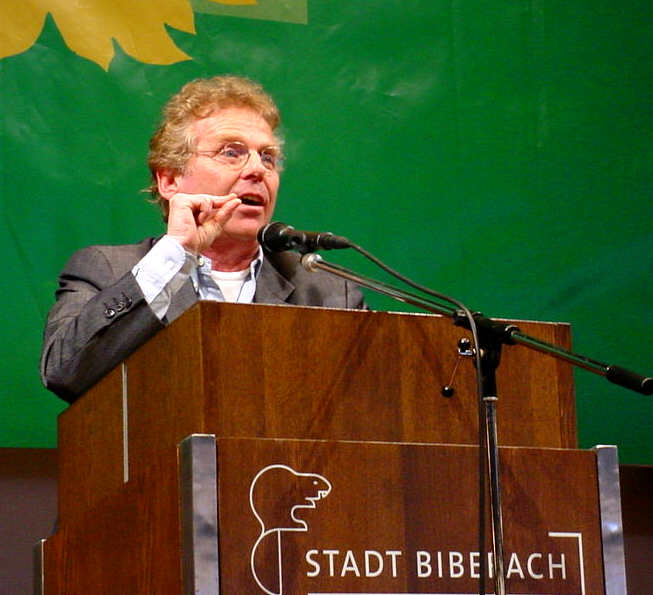
ダニエル・コーン＝ベンディット

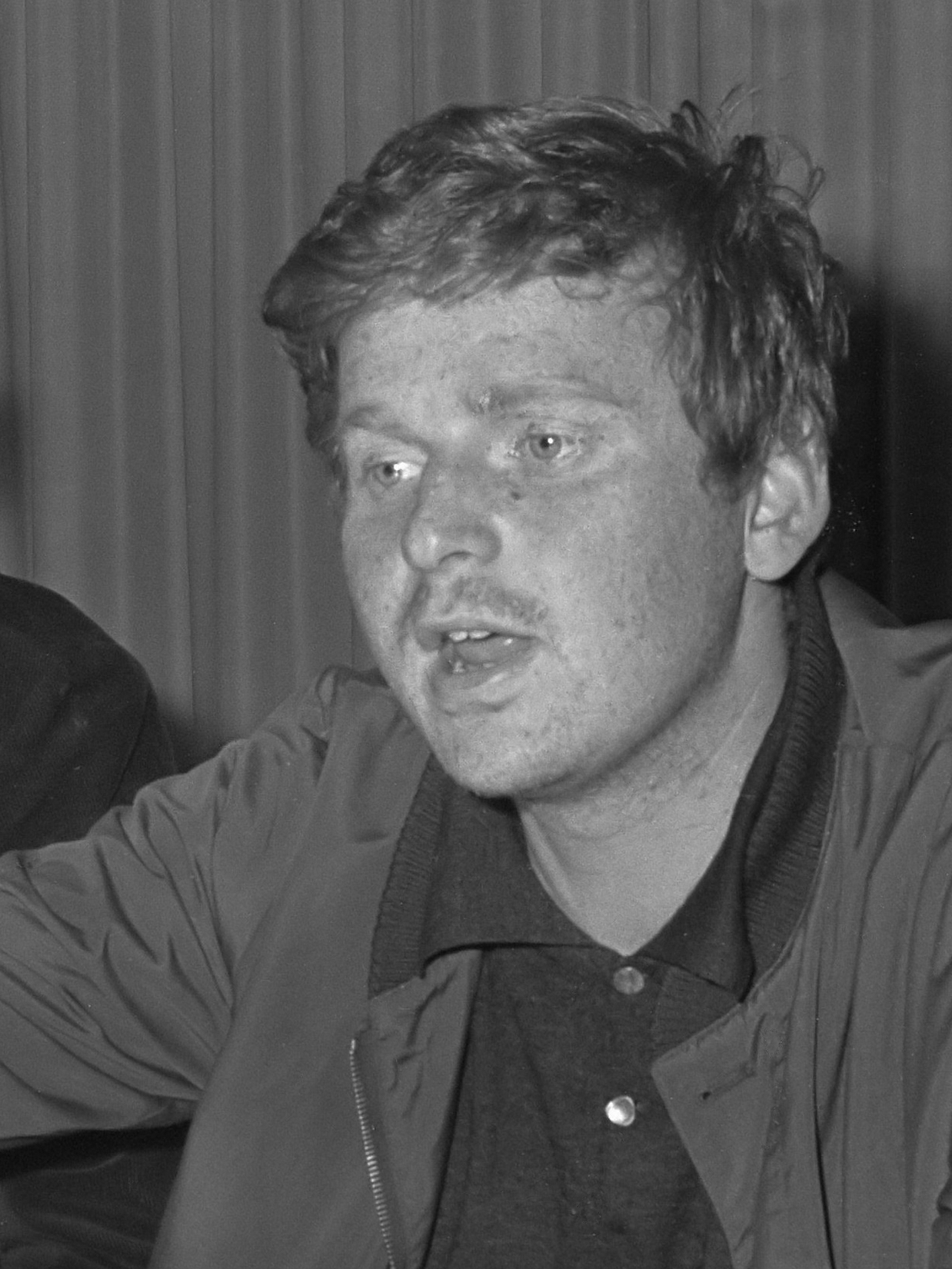
Daniel Cohn-Bendit (1968)

ダニエル・コーン＝ベンディット（Daniel Cohn-Bendit、1945年4月4日 - ）は、欧州連合の政治家。欧州議会議員。フランス、モントーバン生まれのユダヤ系ドイツ人。フランス語読みでダニエル・コーン＝バンディとも表記される。1968年パリで起こった学生蜂起五月危機の指導者の一人で、その髪の色と政治的主張から「赤いダニー」「赤毛のダニー」の異名を取った。2004年から欧州議会の会派、欧州緑の党・欧州自由同盟 European Greens–European Free Allianceの共同議長を務めている。

## 生い立ち
1945年4月4日タルヌ＝エ＝ガロンヌ県のモントーバンで生まれる。両親はユダヤ人で、1933年ナチス・ドイツの迫害を逃れ、フランスに亡命した。幼時をパリで過ごし、1958年戦後、弁護士となった父とドイツに移る。ヘッセン州ヘッペンハイムの寄宿学校オーデンヴァルトシューレで学ぶ。ダニエル・コーン＝ベンディットは生後、無国籍であったが、満18歳でドイツとフランスの国籍を取得することが可能であった。しかし、徴兵を嫌ったコーン＝ベンディットは、フランスの市民権を放棄した。

## 五月危機
1966年フランスのナンテール大学に入学。大学では、情報社会学、ネットワーク社会学の研究者マニュエル・カステルの下で社会学を専攻する。大学入学後、間もなくコーン＝ベンディットは、フランス最大、最古の無政府主義者団体、無政府主義者連合 Fédération anarchisteに加盟する。1967年無政府主義者連合を離脱し、より小さな地方組織のナンテール無政府主義者グループ Groupe anarchiste de Nanterre に加盟し、『黒と赤』 Noir et rouge紙の編集を担当する。
コーン＝ベンティットは、パリ在住後もしばしばドイツに戻ったが、そこで彼が影響を受けた出来事が、1967年警察によってベンノ・オーネゾルクが射殺された事件と翌1968年4月にルディ・ドゥチュケが撃たれた事件である。学生運動が緊張を孕む中、コーン＝ベンディットは、ドイツ社会民主党学生組織の指導者、カール・ディートリヒ・ヴォルフをパリに招聘した。そして、このことは五月危機に影響を及ぼすこととなる。
1967年3月ナンテールでは、コーン＝ベンディットを中心に社会学部の学生達が大学改革案への反対と、性の自由を主張し、男子学生の女子寮への入室禁止規則廃止を要求した。1967年秋、大学当局がコーン＝ベンディットら騒擾に加わった学生の大学から除籍するという噂が立つと、地方の大学に紛争は拡大した。大学当局は、除籍を否定したものの、1968年3月ベトナム戦争に反対してデモに加わり数人の学生が逮捕される。3月22日コーン＝ベンディットらは「三月二十二日同盟」を設立、直接行動を開始する。すなわち、仲間の釈放を求めるために、学長室を含む大学の建物を占拠したのである。大学の封鎖は学生運動をしてますます勢いづけ、5月2日パリ中心部において大規模な学生デモが発生した。
1968年5月3日の学生デモは、ナンテールの学生は、ソルボンヌ大学構内に侵入するが、警察によって排除され、デモに参加した約500名が逮捕される。同日夜、カルチェラタンに多数の左翼学生が終結し、逮捕者の釈放、警察の撤退、ソルボンヌ構内の解放の三項目を掲げてデモを続行した。
これは事実上、シャルル・ド・ゴールに真っ向から挑戦状を突きつけるものであった。その中で、コーン＝ベンディットは、統一社会党のジャック・ソヴァジョ、毛沢東主義者のアラン・ジェスマル、トロツキストのアラン・クリヴィーヌらとともに学生運動のリーダーとして行動した。コーン＝ベンディットがドイツ人であることから「外国人」であることが反学生運動側に喧伝されたが、これは逆に学生たちを刺激し、「我々は、全てドイツのユダヤ人だ」という言葉が運動のスローガンとなった。
一方、フランス共産党第一書記ジョルジュ・マルシェも、コーン＝ベンディットを「ドイツ無政府主義者のコーン＝ベンディット」、学生運動家を「上流ブルジョワの息子達」と呼んで急進的な学生運動を一貫して否定し、バリケードを構築しての衝突や街頭占拠を積極的に推し進めるアナーキストやマオイスト、トロツキストたちを「挑発者」として、激しく非難した。
5月10日学生達はサン・ミシェル街にバリケードを設置、カルチェラタンに集結した。しかし、同じ日、コーン＝ベンディットと2、3人の学生は、ロワール＝アトランティック県サン＝ナゼール へ逃げていた。この逃亡劇には諸説あるが、ナンテール大学グループが学生運動が巨大化する中で少数派に落ち込み、巨大な奔流となった学生運動が統制不能に陥ったことが最大の原因であった。5月13日学生に共産党系も含む労働組合が呼応してゼネストが開始される。パリのデモは80万人に膨れ上がった。5月22日コーン＝ベンディットはサン＝ナゼールで当局に拘束され、ドイツ国籍を理由に、外国人扇動者としてドイツに国外追放処分、10年間のフランス入国禁止とした。
5月27日共産党系労組は政府との間にグレネル協定accords de Grenelleを締結、妥協を図った。5月30日ド・ゴールは国民議会の解散と総選挙を表明。同日右派による政権支持のデモが行われ、事態は沈静化した。6月に行われた総選挙では、ド・ゴール派・共和国防衛連合が勝利した。
コーン＝ベンディットはパリの五月危機にほとんど参加できないまま、国外追放となった。しかし、1990年代に帰還する。

## 鉛の年
ドイツに国外追放処分となった、コーン＝ベンディットは、フランクフルトの実家に身を寄せた。コーン＝ベンディットは、リュッセルスハイム Rüsselsheimで、自律主義 Autonomismグループ「革命闘争」Revolutionärer Kampf を創設した。この運動のもうひとりの指導者で、後にゲルハルト・シュレーダー政権で外相となるヨシュカ・フィッシャーとはこの時期に知り合い、二人はカール・マルクス書店でともに働き、ドイツ緑の党で同じ派閥に所属し、スピネッリ・グループを創設するなど行動を共にする。1970年代「革命闘争」のような左翼団体は、極左過激派やテロリストと関係することがしばしば見られた。コーン＝ベンディット自身、カルロスの共犯者であったハンス・ヨアヒム・クラインが自首した後、彼を匿ったことを告白している。

## 緑の党参加
1970年代後半、革命や学生運動などが下火になる中で、コーン＝ベンディットは雑誌編集者となる。原発やフランクフルト空港拡張などに反対の論陣を張り、1984年ドイツ緑の党に参加する。1988年にフランス語で半生を描いた『Nous l'avons tant aimée, la révolution』（「僕らは革命をこんなにも愛した」の意）を発表した。この著書は1968年の五月運動への郷愁とその後の中道への思想的連暦を現したものである。1989年フランクフルト副市長に就任する。副市長としては、多文化主義による都市政策を担当し、就任以前の30パーセント増の外国人労働者（ガストアルバイター）を移民として受け入れる。また、麻薬使用者に対して寛容な施策を採った。

## 欧州議会議員
1994年緑の党から欧州議会議員に当選する。もっともこの選挙での比例代表名簿順位は8位であった。これは、緑の党がドイツのボスニア介入に不賛成であったのに対して、コーン＝ベンディットは軍事介入に賛成の立場を取ったからと言われる。
1999年欧州議会議員選挙では、フランスの緑の党の比例代表名簿に代表としてその名が掲載され、フランスのメディアは「ダニーの帰還」と報じた。この選挙でフランスの緑の党は、結党以来最高の得票である171万5450票（9.72パーセント）を獲得し、欧州議会では7議席を得た。
2005年欧州憲法批准問題では、批准に賛成の立場を取った。